# BonIce

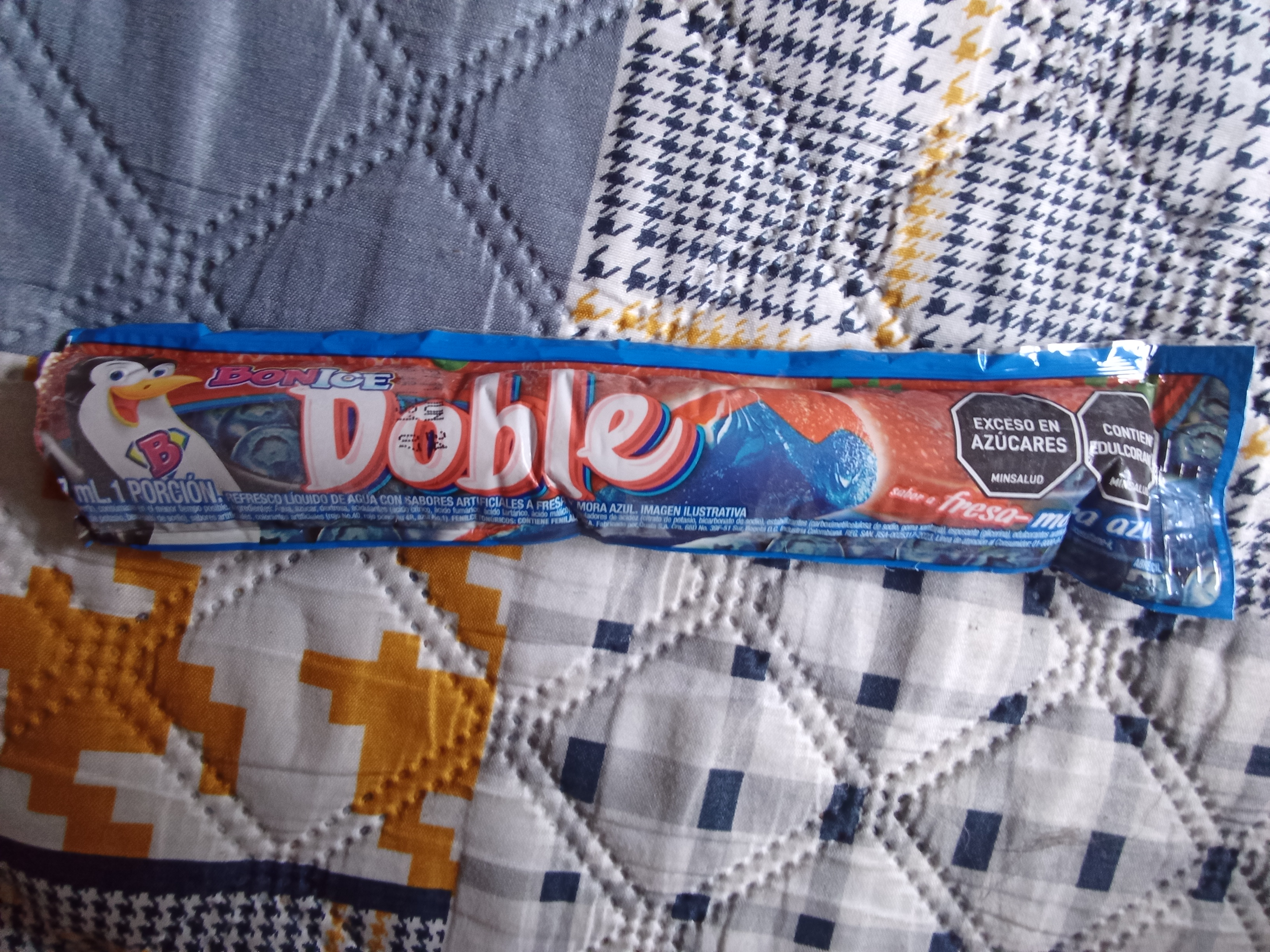
Un BonIce Doble Sabor a Fresa-Mora Azul

BonIce es una marca de helados de agua, creada en 1989 por Quala, una empresa multinacional colombiana. En República Dominicana llegó en 2002 bonice pero le cambió el nombre con "SkimIce" Llegó a la Ciudad de México en agosto de 2004. Rápidamente se expandió a lugares como Guadalajara en junio de 2005, Villahermosa en noviembre de 2005, Monterrey en febrero de 2006, Tijuana en septiembre de 2006 y a Brasil en 2011/2012, con el nombre "Icegurt". Hoy está disponible en más de cien ciudades de todos los estados de México y en otros países de Centroamérica. El producto es vendido directamente a los consumidores en la calle por distribuidores independientes, apodados "Vendedores de Bonice", coordinados bajo una estructura de franquicia.

## Sabores
- Mora Azul
- Fresa
- Uva
- Mango
- Mango con Chile
- Mango verde
- Lima
- Guanábana
- Piña
- Tamarindo picante
- Sandía
- Cereza
- Manzana verde
- Arándano
- Kiwi
- Chocolate
- Horchata
- Cajeta Mango
- lechera
- Pay de limón

También vienen con yogur, o con dos sabores combinados llamados Bonice Doble. Los anuncios de Bonice Doble tenían 2 gemelas y usaban una parodia del sencillo Blurred Lines de Robin Thicke de 2013.[cita requerida]También existe el Bonice impostor el cual es de color de un Bonice sabor fresa, mango o limon pero el color no coincide con el sabor. Existe el Bonice misterio el cual es color blanco y tiene varios sabores nunca sabras cual tocara. En el antiguo SkimIce hubo sabores como, Fruit punch, Manzana verde, Fresa y chinola que te daba un sobre de caramelo, Y Fiesta de frutas que el comercial era de pingüinos cantando La donna é mobile